# Tapanahony-expeditie

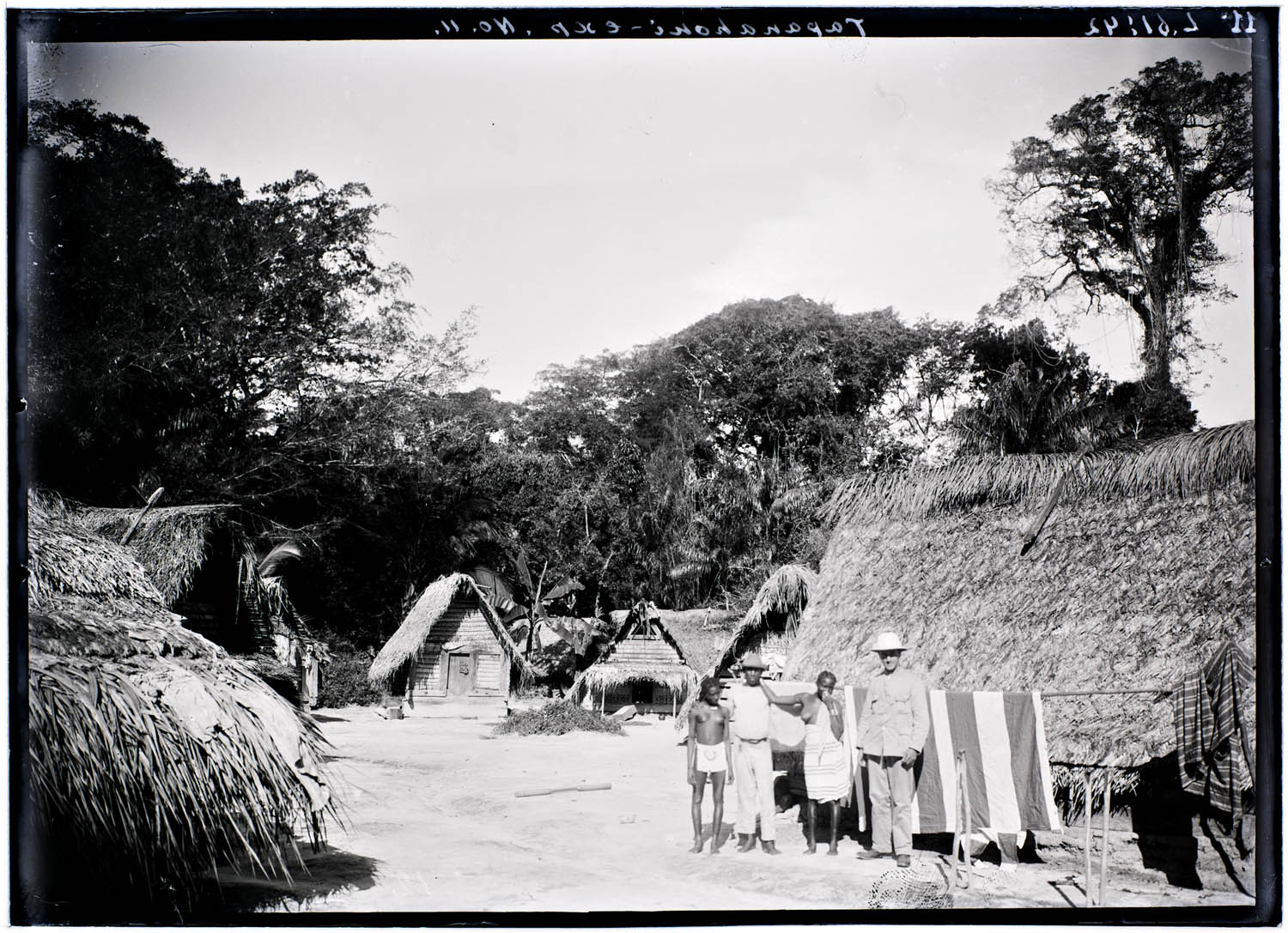
Het dorp Sajé in de Tapanahony met enkele bewoners en C.H. de Goeje en Melchiot

De Tapanahony-expeditie was een expeditie in 1904 naar het gebied van de Tapanahonyrivier in Suriname.
De expeditie werd georganiseerd onder auspiciën van
- het Koninklijk Nederlands Aardrijkskundig Genootschap,
- de Maatschappij ter Bevordering van het Natuurkundig Onderzoek der Nederlandsche Koloniën,
- de Vereeniging voor Suriname.

## Doel
De Tapanahony-expeditie had als doel:
- Het verkennen en het in kaart brengen van het stroomgebied van de rivier.
- Het verband brengen tussen de metingen van de Saramacca-expeditie en de Gonini-expeditie.
- Door een landtocht over het scheidingsgebergte met Brazilië trachten de Surinamerivier te bereiken en deze in kaart te brengen.

## Deelnemers

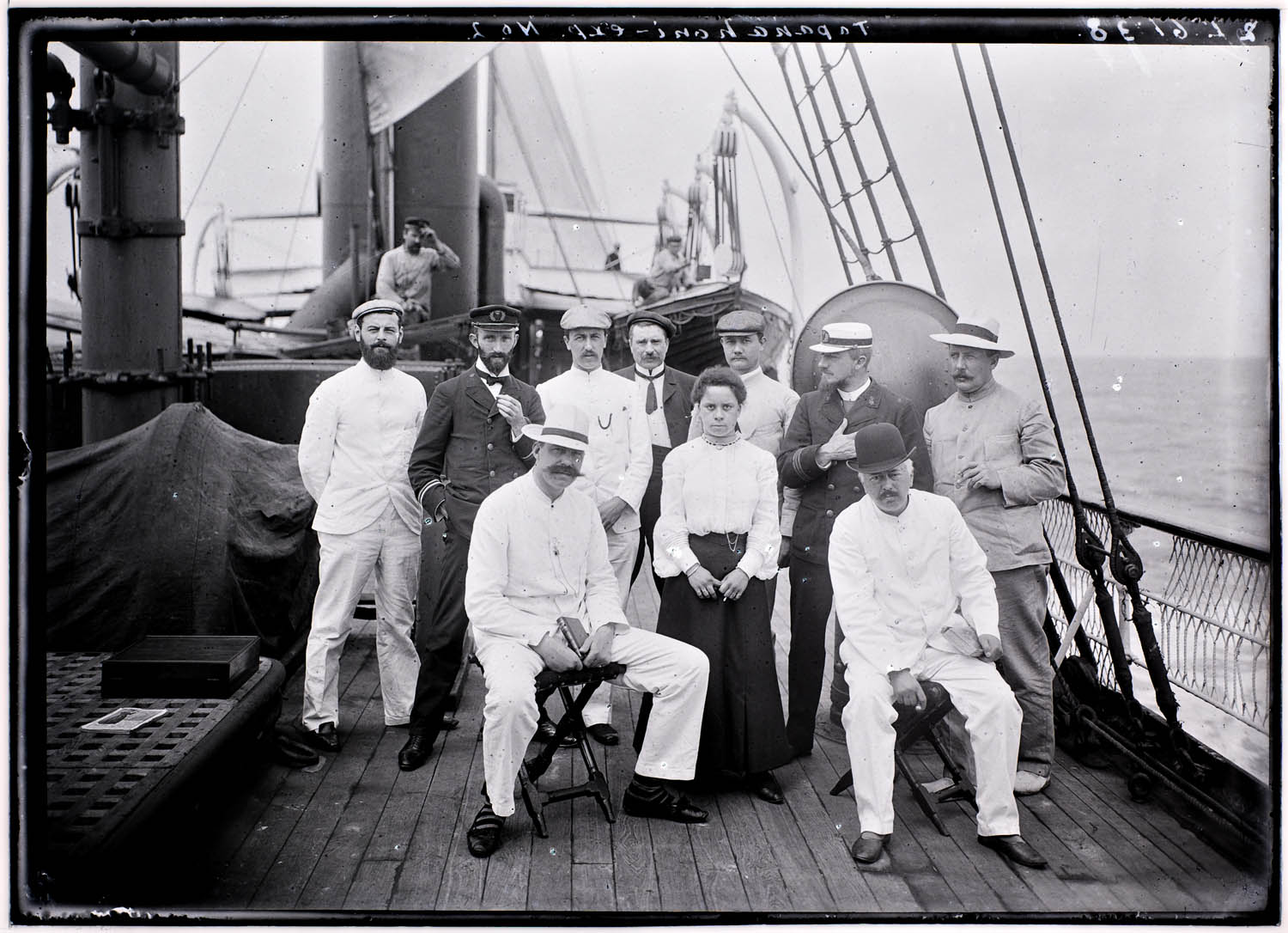
De deelnemers aan boord van de Prins Willem IV

Expeditieleider was A. Franssen Herderschee, een KNIL-officier, de etnografie en topografie kwamen voor zijn rekening, Luitenant ter Zee, C.H. de Goeje was de tweede cartograaf, de arts van de expeditie G.M. Versteeg, die voor zijn doctoraal-examen aan dit avontuur begon, was, behalve voor de medische taken verantwoordelijk voor de antropologie, botanie en zoölogie en was de voornaamste fotograaf. Verder W.J.F. Copijn, die ook aan de Coppename-expeditie van 1901 en de Gonini-expeditie had deelgenomen, als opzichter en voor het contact met de marrons.

## Verloop van de expeditie
De expeditie vertrok op 1 juni 1904 per stoomschip Prins Willem IV uit Amsterdam. De 18de juni kwam het schip in Paramaribo aan.
Na het voltooien van de voorbereiding, zoals het inhuren van personeel, het inslaan van de levensmiddelen en het aankopen van korjalen vertrok de expeditie op 5 juli met de gouvernementsstomer Paramaribo naar Albina.
Na daar nog wat meer personeel ingehuurd te hebben, werd de 10de juli vertrokken en begon de opvaart naar het dorp Apatou aan de voet van de Arminavallen. De vloot bestond uit 3 kleine vissersboten, waarvan twee voorzien van een tent, en 5 korjalen. Het geheel bemand met 28 man.
Tien Marrons- en 3 boomstamkano's waren voor het opvaren van de lading, die ongeveer 12.000 kilo bedroeg, ingehuurd. Afgesproken was dat de vrachtvaarders gedurende de reis niet op eigen gelegenheid zouden vooruitgaan en bij de expeditie zouden blijven; maar niemand hield zich daaraan en ze bleven zo ver mogelijk uit de buurt, vermoedelijk om niet gedwongen te zijn in de vallen te helpen.
De Marowijne werd verder opgevaren en op 17 juli werd Stoelmanseiland bereikt. Hier komen de Lawa (van links) en de Tapanahony samen. Een week later en meer dan 30 km verder stroomopwaarts kwam de expeditie aan op Drietabbetje, het dorp, waar de granman Oseisi van de Aukaners woonde. Deze was niet erg behulpzaam en zei geen informatie te hebben over de bovenloop van de rivier, omdat daar nooit iemand geweest was. Waarschijnlijk was hij bang zijn monopolie op de vrachtvaart op de Tapanahony te verliezen, want later bleek dat zijn mensen wel degelijk op de bovenloop en Paloemeu kwamen en in contact stonden met de daar wonende Trio- en Wayana-volkeren.
De 29ste juli vertrok men van Drietabbetje en kwam via Godo-olo op 2 augustus bij Granbori, dorp van Kapitein Arabi, aan. Op 6 augustus kwamen ze bij de Teboe (Tebu), een kale granietrots die de grens tussen de Aukaners en de Wayana aangaf. Hier werd kamp gemaakt, de rots werd beklommen en de omgeving in kaart gebracht. Op 30 augustus werd het het Wayanadorp Intelewa bereikt. Daarna gingen ze op 3 september de Paloemeu op en kwamen die dag aan bij Pontoetoe, waarna op 6 september de kasikasima-rotsformatie bereikt werd, de 22ste Toewoli. Hier splitste de expeditie zich:
De Goeje ging 1 oktober verder de Paloemeu op. 6 oktober aankomst in het Triodorp Majoli. De 10de bij de Paru. Op 15 oktober was het verste punt in, of dicht bij, Brazilië bereikt en begon na enkele dagen de terugtocht en kwam hij 30 november in Albina aan.
Franssen en Versteeg gingen eerst een stukje terug en daarna verder de Tapanahony op. De bovenrivier werd in kaart gebracht. De terugtocht begon op 21 oktober en een week later waren ze weer op Intelewa. Zij kwamen 20 november in Albina aan, waar zij 5 dagen moesten wachten op de boot naar Paramaribo.

## Wetenschappelijke resultaten
De eerste twee doelen zijn met succes bereikt. Men moest afzien van de landtocht naar de Surinamerivier door gebrek aan medewerking van de inheemse Surinamers bij het brongebied van de Tapanahon.
De Tapanahony met haar beide armen, de Paloemeu en de Boven-Tapanahony, werd tot nabij de bronnen in kaart gebracht, door de Goeje een landtocht gemaakt over het scheidingsgebergte naar de Paru en grotendeels de ligging bepaald van een uitgestrekte bergketen, die het bekende gedeelte van het Toemoek-Hoemakgebergte met het Wilhelminagebergte en het Oranjegebergte verenigt.
Vele tientallen nieuwe planten, insecten en reptielen werden verzameld. Verder zijn er veel etnografische voorwerpen geruild en opgetekend. De foto's en de originele fotonegatieven van de expeditie, gemaakt door Versteeg en de Goeje, bevinden zich nu in de historische fotocollectie van het Tropenmuseum in Amsterdam. Ze zijn voor een groot deel te vinden op de websites van de NMVW Collectie Wereldculturen (Berg en Dal, Leiden, Amsterdam en Rotterdam) en Het geheugen van Nederland.